# Endeavour Reef
Endeavour Reef är ett rev på Stora barriärrevet i Australien.   Det ligger cirka 48 km sydost om Cooktown i delstaten Queensland. Revet har fått sitt namn efter att James Cooks fartyg Endeavour gick på grund här den 11 juni 1770.